# 黒田正隆
黒田 正隆（くろだ まさたか、1937年（昭和12年）1月22日 - 2011年（平成23年）1月30日）。日本特殊陶業株式会社専務取締役、米国NGK、Spark Plugs社長、欧州NGK Spark Plugs社長を務めた。東京都杉並区松庵出身。
| くろだ まさたか 黒田 正隆 | くろだ まさたか 黒田 正隆                             |
| ------------------------- | ----------------------------------------------------- |
|                           |                                                       |
| 生誕                      | 1937年（昭和12年）1月22日                             |
| 出生地                    | 日本 東京都杉並区                                     |
| 没年月日                  | 2011年（平成23年）1月30日                             |
| 出身校                    | 慶應義塾大学経済学部卒業                              |
| 最終役職                  | 日本特殊陶業 専務取締役                               |
| 親                        | 龍馬(父）冨美（母）                                   |
| 親族                      | 祖父 荒田武卿 妻方の祖父：日本帝国陸軍少将 鈴木文次郎 |

## 人物
石油王 ジョン・ロックフェラーのひ孫で、アメリカ合衆国上院議員ジョン・ロックフェラー 4世とは友人。父は毎日新聞社取締役、中部支社社長を務めた黒田龍馬。母方の祖父は明治時代中期に米国留学で名門カリフォルニア大学バークレー校を卒業した海外留学の先駆者で明治時代の外交の混乱の中, 海関（現 税関）で外交や税関に携わった荒田武卿。
1937年（昭和12年）1月22日 父 龍馬と母 冨美の長男として誕生。大学を卒業後、父 龍馬が毎日新聞社中部支社社長であったため名古屋に本社を持つ日本特殊陶業に入社。NGKスパークプラグの海外事業に初期から退任まで大きく携わり、米国や欧州に計3度15年程 駐在する。1967年にNGKスパークプラグ事業の海外進出を本格化のため米国オフィスをカリフォルニア州ロスアンゼルスに設立し社長に就任。Ford、GM、クラウスラーのみでなく、代理店販売網拡大に成功。1975年欧州 NGK Spark Plugs社長に就任。BMW、サーブ、ジャガー、ロールスロイス等との契約を結ぶ。

## 経歴
- 1959年（昭和34年）慶應義塾大学経済学部卒業、日本特殊陶業入社。
- 1966年（昭和41年）米国 NGK Spark Plugs社長に就任。NGKの米国事業の立ち上げを任せられる。米国カリフォルニア州ロスアンゼルスに駐在
- 1975年（昭和50年）欧州 NGK Spark Plugs社長に就任。NGKの欧州事業の事業拡大を任せられる。ドイツ・デュッセルドルフに駐在
- 1991年（平成3年）日本特殊陶業取締役常務
- 1992年（平成4年）日本ガイシと日本特殊陶業の新規ビジネス セラミックセンサ事業の合弁会社の社長に就任
- 1994年（平成6年）日本特殊陶業取締役専務 及び米国センサー株式会社 社長に就任。ウェストバージニア・チャールストンに駐在。ウェストバージニア州に米国本社と工場を設立した理由にアメリカ合衆国上院でウェストバージニア州知事を1985年まで務め1985年から2015年まではウェストバージニア州選出の上院議員ジョン・ロックフェラー 4世 (石油王 ジョン・ロックフェラーのひ孫）から依頼を受けたからである。
- 1998年(平成10年）専務取締役を辞任し相談役